# Madoqua guentheri
Il dik-dik di Günther (Madoqua guentheri) è una piccola antilope diffusa in Africa orientale (Etiopia meridionale, Kenya settentrionale, Somalia meridionale e centrale, Sudan sud-orientale ed Uganda nord-orientale). Quando è completamente sviluppato pesa fino a 3-5 kg. Ha un mantello che varia dal grigio giallastro al bruno rossastro. La coda (3-5 cm) e le corna (9,8 cm) sono molto corte.